# Домино Пресли
Домино Пресли (англ. Domino Presley, род. 8 января 1987, Атланта) — американская транссексуальная порноактриса и фотомодель, лауреатка премий XBIZ Award и Tranny Awards.

## Биография
Родилась 8 января 1987 года в Атланте (Джорджия, США). Дебютировала в порноиндустрии в 2010 году, в возрасте около 23 лет, после того, как провела сезон, выступая в различных клубах в качестве дрэг-квин. В то время использовала сценическое имя Jazmin Aviance.
Постепенно Пресли стала одной из самых востребованных транссексуальных порноактрис. В 2011 году она получила награду в номинации «транссексуальная модель года» на Tranny Awards и была представлена ещё в двух номинациях. В следующем году была представлена на AVN Awards и XBIZ Award в категории «транссексуальный исполнитель года». В 2013 году была номинирована на Tranny Awards за лучшее сольное исполнение.
Работает с такими студиями, как Evil Angel, SheMale Club, Third World Media, Gender X, Grooby Productions, Devil’s Film и Mancini Productions.
Пресли говорит, что её любимый порноактёр — Начо Видаль.
В 2019 году была награждена премией XBIZ Award за лучшую сцену секса в виртуальной реальности за работу в фильме Moving in, Putting Out.
На июнь 2019 года снялась более чем в 50 фильмах.

## Награды и номинации
| Год  | Церемония                  | Результат | Номинация                                        | Работа                            |
| ---- | -------------------------- | --------- | ------------------------------------------------ | --------------------------------- |
| 2011 | Tranny Awards              | Номинация | Лучшая хардкор-актриса                           | н/д                               |
| 2011 | Tranny Awards              | Победа    | Транссексуал года                                | н/д                               |
| 2011 | Tranny Awards              | Номинация | Лучшая хардкор-актриса                           | н/д                               |
| 2012 | AVN Awards                 | Номинация | Транссексуальный исполнитель года                | н/д                               |
| 2012 | XBIZ Award                 | Номинация | Транссексуальный исполнитель года                | н/д                               |
| 2013 | Tranny Awards              | Номинация | Лучшая сольная транссексуальная актриса          | н/д                               |
| 2015 | Transgender Erotica Awards | Номинация | Лучшая сольная транссексуальная актриса          | н/д                               |
| 2016 | Tranny Awards              | Победа    | Bob’s Tgirls of the Year                         | н/д                               |
| 2016 | Tranny Awards              | Победа    | Лучшая сольная модель, спонсируемая FameDollars  | н/д                               |
| 2017 | AVN Awards                 | Номинация | Транссексуальный исполнитель года                | н/д                               |
| 2017 | AVN Awards                 | Номинация | Лучшая транссексуальная сцена                    | Tranny Vice                       |
| 2017 | AVN Awards                 | Номинация | Премия фанатов: любимая транссексуальная актриса | н/д                               |
| 2017 | Transgender Erotica Awards | Номинация | Лучшая сцена                                     | Tranny Vice                       |
| 2017 | Transgender Erotica Awards | Номинация | Лучшая соло-модель                               | н/д                               |
| 2017 | Transgender Erotica Awards | Номинация | Лучшая интернет-личность                         | н/д                               |
| 2017 | XBIZ Award                 | Номинация | Транссексуальный исполнитель года                | н/д                               |
| 2018 | AVN Awards                 | Номинация | Лучшая транссексуальная сцена                    | Jessica Drake Is Wicked           |
| 2018 | AVN Awards                 | Номинация | Премия фанатов: лучшая транссексуальная актриса  | н/д                               |
| 2018 | Transgender Erotica Awards | Номинация | Лучшая хардкор-модель                            | н/д                               |
| 2018 | Transgender Erotica Awards | Номинация | Лучшая сцена                                     | Jessica Drake is Wicked           |
| 2018 | Transgender Erotica Awards | Номинация | Лучшая сцена в виртуальной реальности            | Domino Presley: Superstar Edition |
| 2018 | XBIZ Award                 | Номинация | Лучшая сцена секса в виртуальной реальности      | Domino Presley: Superstar Edition |
| 2019 | AVN Awards                 | Номинация | Транссексуальный исполнитель года                | н/д                               |
| 2019 | AVN Awards                 | Номинация | Лучшая транссексуальная сцена                    | Angels in Public                  |
| 2019 | AVN Awards                 | Номинация | Премия фанатов: лучшая транссексуальная актриса  | н/д                               |
| 2019 | AVN Awards                 | Номинация | Премия фанатов: любимый вебкам-транс             | н/д                               |
| 2019 | XBIZ Award                 | Номинация | Транссексуальный исполнитель года                | н/д                               |
| 2019 | XBIZ Award                 | Победа    | Лучшая сцена секса в виртуальной реальности      | Moving in, Putting Out            |

## Избранная фильмография
- TS Cock Strokers 10[13],
- She-Male Police[14],
- Shemale Pornstar Domino Presley[15],
- She-Male Strokers 40[16],
- USA T-Girls 3[17].